# 庭田家
庭田家（にわたけ）は宇多源氏仁和寺宮流の嫡流にあたる貴族・公家・華族の家。公家としての家格は羽林家、華族としての家格は伯爵家。

## 歴史

### 平安時代
宇多源氏で最も栄えたのは宇多天皇の第九皇子敦実親王（仁和寺宮）の系統であり、敦実親王の第一王子源雅信と第二王子源重信はいずれも左大臣に昇っている。雅信の娘倫子は、御堂関白藤原道長の室となり、宇治関白頼通、大二条関白教通、上東門院（藤原彰子）などを儲けた。
雅信の長男従二位大納言時中は龍笛、和琴、郢曲、舞曲、蹴鞠に堪能で、以降これらはこの系流に伝えられる家職となった。庭田家はこの時中を家祖とする。なお、時中の弟扶義は近江国蒲生郡佐々木荘に土着して武士化し近江源氏佐々木氏の始祖となっている。また別の弟時方は分流五辻家の家祖となっている。
『玉葉』承安5年（1175年）正月4日の条には、時中の玄孫に当たる有賢が、主上（高倉天皇）の命令で御笛給事し、その件の近古例として有賢の父政長が寛治3年（1089年）に堀河天皇の命令で御笛給事し、そのことで有賢は昇殿を聴されていたことが記されているが、時中の子済政、孫の資通、曽孫の政長はいずれも六位蔵人から昇進しているのに対し、有賢は右少将を経ての羽林家としての昇進になっていることから有賢の代から堂上家に列せられたという意味だと考えられる。
堂上家としての家格は、羽林家、旧家、内々。
有賢の子資賢は、後白河天皇から郢曲の師として重用されて栄達し、平相国清盛の圧力で二度の解官を挟みながらも従二位権大納言まで昇った。これが庭田家の先途となった。

### 鎌倉～江戸時代
資賢の死後は、長男通家が父に先だったため（通家の系統は別流となり、佐々木野家となるが南北朝期に断絶）、次男時賢が継いだ。時賢の子である正二位権中納言有資は、鎌倉時代に後深草天皇、亀山天皇、伏見天皇の三帝に郢曲の師として奉仕し、美声から「鈴虫中納言」と称された。
有資は、正元元年（1259年）に藤原公直と有資の娘の間の子経資を養嗣子としたが、同年に実子信有が生まれた。結局有資の後は経資が継ぎ、信有は分家して綾小路家の祖となった。経資は最初に庭田を号した人物である。
経資の孫重資の娘資子は崇光天皇の典侍となり、栄仁親王（伏見宮家の祖）を生んだ。これをきっかけに庭田家は伏見宮家に近待するようになり、官位についても、中納言止まりの当主が続いていたところ、重資は権大納言に昇って家格を再興し、以降は権大納言まで昇る当主が大半となった。重資の庶子資蔭から田向家が誕生している（後に断絶）。
室町時代初期の当主経有（贈従一位左大臣）の頃から庭田が家名として定着する。
経有の娘幸子（敷政門院）は貞成親王御息所となり、後花園天皇の国母となった。経有の子重有（正三位権大納言）の娘盈子は貞常親王御息所となり、邦高親王らの生母となり、重有の子長賢（従二位贈内大臣）の娘朝子は土御門天皇の典侍となり、後柏原天皇の国母となり、皇太后を贈られた。長賢の子雅行（従一位権大納言）の娘源子も後柏原天皇の典侍となり、仁和寺宮覚道法親王らを儲けた。
下って戦国時代から安土桃山時代の当主重具（正二位権大納言）の娘具子は後陽成天皇の典侍となり、知恩院宮良純法親王の生母となった。重具の孫重秀の娘秀子も後光明天皇の典侍となっている。以上のように庭田家は代々皇室・伏見宮家と深い関係を有した。
江戸時代中期に重条（従一位権大納言）の猶子栄顕は分流の公家大原家を起こしている。
幕末には重能（従一位権大納言）の娘嗣子は孝明天皇の典侍となり、皇女和宮親子内親王が将軍徳川家茂に降嫁した際に江戸に随行して江戸で没した。
幕末から明治初期の当主重胤（正二位権大納言）は尊王攘夷派の公卿として活躍した。江戸時代の所領の表高は350石。

### 明治以降
重胤の代に明治維新を迎え、維新後に重胤は政府の議定に就任した。明治2年（1869年）6月17日の行政官達で堂上家と大名家が統合されて華族制度が誕生すると庭田家も堂上家として華族に列した。
明治3年に定められた家禄は、現米で339石9斗。明治9年8月5日の金禄公債証書発行条例に基づき家禄と引き換えに支給された金禄公債の額は1万5397円77銭8厘（華族受給者中278位）。
重胤が明治6年に死去した後、次男重文を経て重直が明治13年に家督し、明治前期の重直の住居は東京府神田区駿河台西紅梅町にあった。
明治17年（1884年）7月7日の華族令施行で華族が五爵制になると大納言宣任の例多き旧・堂上家として重直に伯爵位が授けられた。重直は陸軍軍人となり、陸軍兵大尉まで昇進した。
その子重行は、慶応大学卒業後、掌典・御歌所主事などを務めて宮中に近侍した。彼の代の昭和前期に庭田伯爵家の住居は東京市赤坂区一ツ木町にあった。重行には子供がなかったが、重行の弟重俊の系統で庭田家は続いている。